# Bun (Hautes-Pyrénées)
Bun is een gemeente in het Franse departement Hautes-Pyrénées (regio Occitanie) en telt 153 inwoners (2011). 

## Geografie
De oppervlakte van Bun bedraagt 2,8 km², de bevolkingsdichtheid is 54,6 inwoners per km².

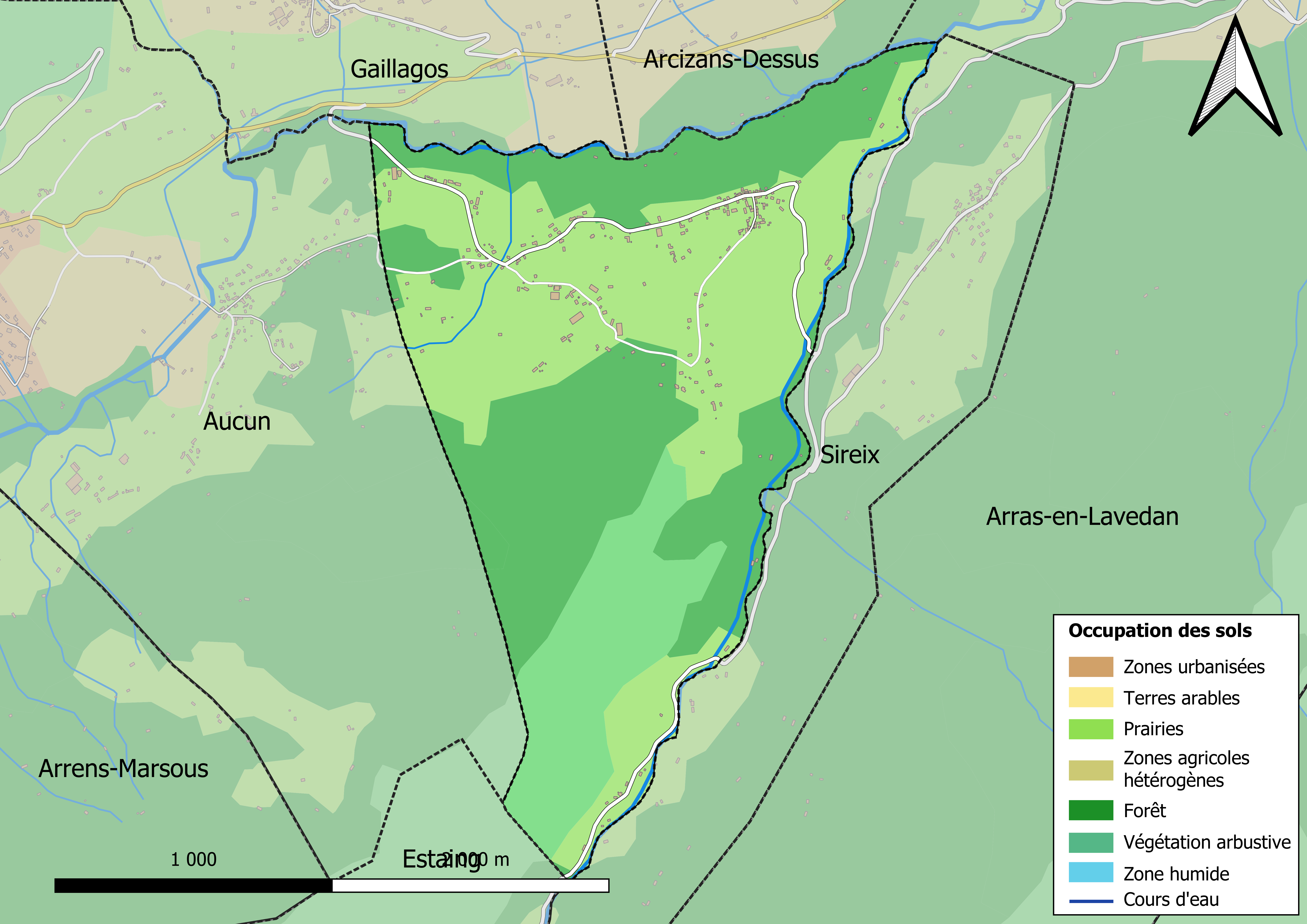
Kaart van de gemeente met belangrijkste infrastructuur, bodemgebruik en omliggende gemeenten

## Demografie
Onderstaande figuur toont het verloop van het inwonertal (bron: INSEE-tellingen).

1. ↑  Populations de référence 2022.